# Caçapa
Caçapa, azaz Cláudio Roberto da Silva  (Lavras, 1976. május 29. –) brazil válogatott labdarúgó, védő.

## Pályafutás
1996-ban a brazil Atlético Mineiro-ban kezdte a pályafutását.2001-ben a francia Lyon-hoz igazolt ahol 2001. február 17-én debütált. Ő volt a Lyon kapitánya öt szezon át. Lyon-ban lejárt a szerződése 2007 nyarán és ő nem volt hajlandó aláírni egy új szerződést.
2007. augusztus 3-án Caçapa az angol Newcastle United-hez igazolt. 2007. szeptember 1-jén debütált a Barnsley ellen (2-0-ra nyertek), majd a Premier League-ben három nappal később a Wigan ellen 1-0-ra nyertek. ellen. Első gólját a Tottenham Hotspur ellen rúgta, amely 2007 októberében volt. Második gólját 2008. január 16-án rúgta az FA kupa 4. fordulójában a Stoke City ellen.
A Brazil válogatottban 2000. február 23-án mutatkozott be Thaiföld ellen.